# 増本量

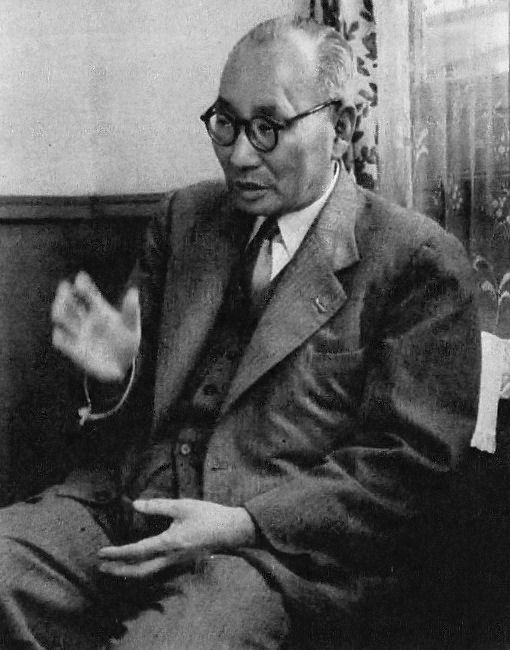
増本量

増本 量（ますもと はかる、1895年（明治28年）1月9日 - 1987年（昭和62年）8月12日）は、日本の金属物理学者。東北大学名誉教授。日本金属学会会長。広島県安芸郡矢賀村（現：広島市東区矢賀）出身。

## 略歴
1895年（明治28年）、広島県安芸郡矢賀村に生まれる。若くして刻苦勉励し、税務監督局（現：国税局）に勤めながら1914年（大正3年）私立修道学校（現：修道中学校・高等学校）卒業。1922年（大正11年）東北帝国大学理学部を卒業後、同大学鉄鋼研究所（現：東北大学金属材料研究所）に入所し、本多光太郎の下で金属学の研究を始めた。
1950-1958年（昭和25-33年）には金研の所長として、研究組織の改革、研究設備の拡張・充実に尽力し、その後の金研の目覚ましい発展の礎石を築いた。
その傍ら、1944年（昭和19年）に財団法人航空計器材料試作研究所（現：電磁材料研究所）を創立して、当初から専務理事として尽力。
1947年（昭和27年）8月6日、昭和天皇が戦後巡幸で金属材料研究所を視察した際には、不調変鋼、不誘不変鋼、コエリンバー弾性不変鋼、センダスト高導磁率合金、アルフェル磁歪合金について説明を行った。
1950年（昭和25年）金属材料研究所所長になると1958年（昭和53年）同大学を退官するまで務め、研究組織の改革、研究設備の拡張・充実に尽力し、その後の金属材料研究所の目覚ましい発展の礎石を築いた。また、金属材料研究所所長と同時に電磁研の理事長（第3代）に就任。
1957年（昭和32年）日本金属学会会長。1958年（昭和53年）同大学を退官（名誉教授）した後は、電磁研の研究・指導に専念し、また運営にも心血を注ぎその基盤を確立したが、1987年（昭和62年）理事長室で執務中に急逝した。

## 功績

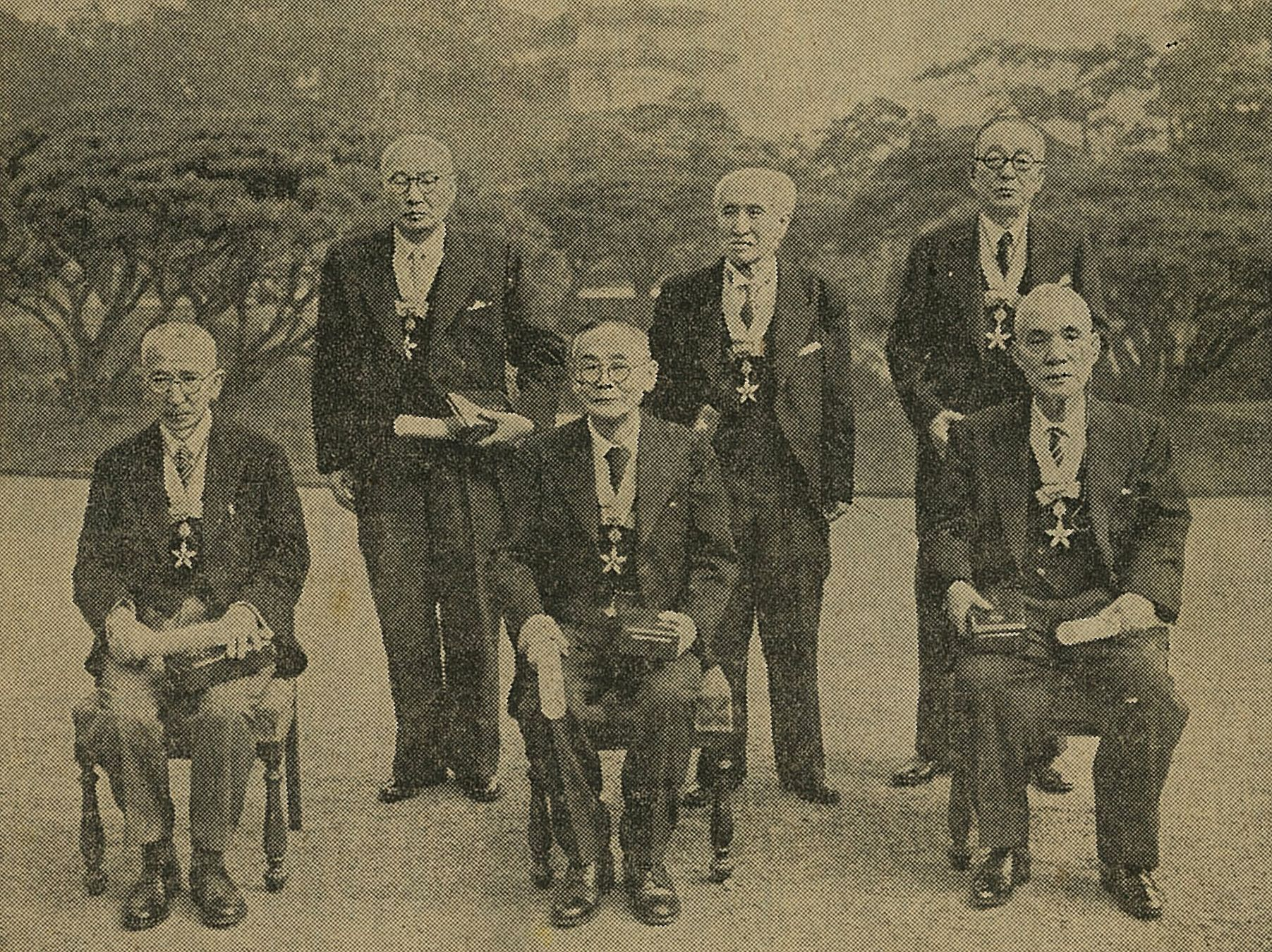
文化勲章授与式、後列左側が増本量

終生一貫して計測材料、今日のいわゆる機能材料の分野で、コバルトの変態の発見、磁石合金（新KS鋼、プラチロン）、高透磁率合金（センダスト、ハードパーム）、超不変鋼（スーパーインバー、ステンレスインバー）、恒弾性合金（コエリンバー、エルコロイ）、恒電気抵抗合金（パラシル）、および吸振合金（ジェンタロイ）など幾多の卓越した新素材の発明・発見をなし、貴重にして偉大な研究業績を残した。
これらの功績により、学士院賞さらに学士院恩賜賞と再度の栄に浴したのをはじめとして、本多記念賞、日本金属学会賞等数々の賞を受賞。また1955年（昭和30年）に文化勲章受章、1979年（昭和54年）の秋の叙勲では勲一等旭日大綬章を受章し、没後には正三位を贈られた。さらに、出身地の広島市および永年在住した仙台市の名誉市民に推された。
1994年（平成6年）、日本金属学会は、これらの功績を永遠に記念するため「増本量賞」を創設し、受賞者は第15回（2009年）で延べ26名に達している。
1994年（平成6年）10月3日、電磁研の創立50周年記念日に、永く顕彰するため、研究所内に「増本量記念室」を開設し、同氏の発明・発見にかかる各種の新素材、研究業績、および遺品などを展示しており、常時閲覧が可能である。
長男は、財団法人電気磁気材料研究所（現：公益財団法人電磁材料研究所）第6代理事長および会長の増本剛、次男は同研究所の第7代理事長の増本健である。